# Abderrahmane Adjerid
Abderrahmane Adjerid, né le 5 juin 1939 à Ouled Moussa (Algérie française) et mort en 1998, est un avocat, écrivain et homme politique algérien.

## Biographie

### De 1939 à 1956
Abderrahmane Adjerid est né à Ouled Moussa d'où sa famille est originaire. Il commence ses études secondaires à El Harrach, mais il les abandonne en 1956 conformément aux appels à la grève du FLN du 19 mai 1956. Il reprend plus tard ses études pour devenir avocat. 

### De 1988 à 1998
En 1989, l'Algérie s'ouvre au multipartisme et Abderrahmane Adjerid fonde le 2 mars de la même année le Parti social-démocrate (PSD) qu'il préside jusqu'en avril 1991. Il n'a pas été exclu, vu la crise qui a secoué le parti (PSD), mais il décide de créer un nouveau parti politique, le Front du salut national (FSN), dont il devient le président.
En 1992, il publie La hogra ou l'humiliation du peuple algérien dans lequel il critique l'arrêt du processus électoral de janvier 1992.
Abderrahmane Adjerid éditait deux journaux, Le Progrès (en français) et Ettaqadoum (en arabe).